# 심종협
심종협(沈鍾協, 1882년 음력 9월 ~ ?)은 대한제국과 일제강점기의 관료이다.

## 생애
본관은 청송이며, 출신지는 경기도 죽산군이다. 심종협의 집안은 현재의 용인시인 죽산군 근이면의 지주 가문으로, 아버지는 기독교 장로였다.
한학을 공부하여 1905년에 조선 덕종의 묘인 경릉 참봉에 임명되었고, 1906년에는 탁지부 주사를 지내는 등 대한제국 말기에 관리로 일했다. 1907년에는 9품인 탁지부 서기랑에 올랐다.
한일 병합 조약 체결로 조선총독부 체제가 출범하여 총독부 군서기로 이동하게 되었다. 경기도 양천군과 죽산군, 가평군, 양주군 서기를 차례로 지내던 중 고등관 8등의 총독부 군수로 승진하여 광주군 군수로 발령받았다. 1923년에 광주군수를 마지막으로 퇴관할 때 종7위에 서위되어 있었다.
서양화가 심형구는 심종협의 아들이다. 심형구는 어려서부터 그림에 남다른 소질을 보였으나, 집안의 반대로 어려움을 겪다가 형의 지원으로 화가로 성장하게 되었다.
2008년 공개된 민족문제연구소의 친일인명사전 수록예정자 명단 중 관료 부문에 포함되었다. 이 명단의 문화/예술 부문에는 아들 심형구도 들어 있다.

## 같이 보기
- 심형구
- 심종석
- 심환진
- 심선택

## 참고 자료
- 심종협(沈鍾協) - 국사편찬위원회